# Парк имени воинов-интернационалистов
Парк имени воинов-интернационалистов — городской парк, расположенный в Дарницком районе города Киева, вдоль улицы Архитектора Вербицкого. Учреждён в 1992 году. Площадь — 6,45 га. Общее количество деревьев составляет 830, кустов — 320. Площадь цветников — 820 м². Площадь пешеходных дорожек — 15 000 м².
На территории парка находится Ольгинская церковь, построенная в 2004-2010 году, и памятник воинам-интернационалистам. Ежегодно проводится торжественное возложение цветов к памятному мемориалу погибшим военнослужащим.